# Милоградовка (Павлодарская область)
Милоградовка (каз. Милоградовка) — упразднённое село в Успенском районе Павлодарской области Казахстана. Исчезло в ? г.

## История
Село Милоградовка основано в 1914 г. украинскими крестьянами в урочище Табун Белоцерковской волости.